# Lucas Madalóz
Lucas Madalóz (Novo Hamburgo, 21 de dezembro de 1995) é um voleibolista indoor brasileiro, atuante na posição de oposto, que já jogou como central e ponteiro, com marca de 343 cm de alcance no ataque e 316 cm no bloqueio. Serviu todas as categorias de base da Seleção Brasileira, conquistando as medalhas de ouro no Campeonato Sul-Americano Infantil de 2011, no Equador, no Campeonato Sul-Americano Infanto-Juvenil de 2012, no Chile, e no Campeonato Sul-Americano Juvenil de 2014, no Brasil. Também foi medalhista de prata no Campeonato Mundial Juvenil de 2013, na Turquia, campeão da Copa Pan-Americana Juvenil de 2015, no Canadá, e medalhista de ouro no Campeonato Sul-Americano Sub-23 de 2016 na Colômbia.

## Carreira
Lucas desde cedo já galgava na prática desportiva, mas a modalidade que praticou inicialmente foi o futebol, tempos depois que  iniciou  no voleibol pelo Projeto Social da Associação On Line de Esportes em Novo Hamburgo no ano de 2009, dedicando-se a esta prática exclusivamente, logo foi destaque  e fez parte da equipe federada para as competições oficiais, na época atuava na posição de Central.
Em 2011 integrava o plantel infanto-juvenil da Associação On Line de Esportes, sob o comando do técnico Max Alberti, logo foi convocado para Seleção Gaúcha pelo treinador Marcos Toloni, participou de todas as seletivas, fato ocorrido em 6 de julho, sendo aprovado em todas (total de quatro), integrando a equipe que disputou o Campeonato Brasileiro de Seleções, categoria infanto-juvenil da primeira divisão, realizado na cidade de Fortaleza, conquistando a medalha de bronze.
Ainda em 2011 foi convocado para as categorias de base da Seleção Brasileira, competindo no Campeonato Sul-Americano Infantil na cidade equatoriana de Guayaquil e conquistou a medalha de ouro.
No ano seguinte foi beneficiado pelo Projeto Centro de Referência Novo Hamburgo/Comusa de Vôlei, representava a categoria infanto-juvenil do Novo Hamburgo/Comusa, época que também  foi convocado para Seleção Brasileira, pelo técnico Percy Oncken participando de amistosos internacionais em preparação no Campeonato Sul-Americano Infanto-Juvenil de 2012 na cidade de Santiago, Chile, conquistando a medalha de ouro.
Ele novamente representou a Seleção Brasileira na categoria infanto-juvenil, em preparação para o Campeonato Mundial, disputou a Superliga Brasileira B 2013 não avançando a fase final; e pela por este selecionado disputou o Campeonato Mundial Infanto-Juvenil de 2013 realizado nas cidades mexicanas de Tijuana e Mexicali e disputou esta edição vestindo a camisa#18, ocasião que o Brasil não avançou as finais, terminando na quinta colocação.
Defendeu novamente a Seleção Gaúcha na disputa do Campeonato Brasileiro de Seleções de 2013, categoria juvenil da primeira divisão, realizado na cidade de Praia Grande, conquistando o bronze. E neste mesmo ano foi convocado para Seleção Brasileira para disputar o Campeonato Mundial Juvenil nas cidades turcas de Ankara e Izmir, vestiu a camisa#12 na conquista da medalha de prata nesta edição.
Foi contratado para temporada 2013-14 pelo Vivo/Minas, integrando as categorias de base e o elenco adulto deste clube, conquistando nesta jornada o título da Copa Minas Tênis Clube 2013 na categoria infanto-juvenil  foi inscrito por este clube na Superliga Brasileira A 2013-14 finalizando na quarta colocação e alcançou o sétimo lugar na edição da Copa Brasil de 2014  na cidade Maringá.
Através de uma parceria do Vivi/Minas com o Olympico/Martminas, foi cedido para este último para disputar a Superliga Brasileira B 2014 na qual encerrou na oitava colocação.
Ainda no ano de 2014 foi convocado para integrar a Seleção Brasileira e disputou a edição do Campeonato Sul-Americano Juvenil na cidade de Saquarema, conquistando a medalha de ouro, sendo eleito o Melhor Oposto.
Renovou com o Vivo/Minas e representando a categoria de base  foi vice-campeão do Campeonato Metropolitano Juvenil da Assessoria Regional 6 de 2014, sagrando-se vice-campeão no mesmo pelo elenco adulto no Campeonato Mineiro finalizou na quarta posição na Superliga Brasileira A 2014-15, mesmo posto obtido na Copa Brasil de 2015 em Campinas.
No ano de 2015 recebeu convocação para Seleção Brasileira em preparação para o Campeonato Mundial Juvenil no México e disputou  a edição da Copa Pan-Americana Sub-21 em Gatineau, no Canadá, vestindo a camisa#18 conquistou a medalha de ouro e foi premiado como Melhor Jogador (MVP) da edição; na sequência representou o selecionado brasileiro no Campeonato Mundial Juvenil em Tijuana e Mexicali, cidades mexicanas, também vestindo a camisa#18 e alcançou a quarta posição final.
Renovou contrato com o  Minas Tênis Clube e competiu por este a jornada esportiva 2015-16,e novamente sagrou-se vice-campeão no Campeonato Mineiro de 2015, e finalizou na sétima posição na Superliga Brasileira A 2015-16, registrando oito pontos de ataques; e a finalizou na décima posição na Copa Brasil de 2016 em Campinas.
Em 2016 foi convocado para Seleção Brasileira para disputar o Campeonato Sul-Americano Sub-23 na cidade colombiana de Cartagena das Índias, atuando com Ponta, conquistando a medalha de ouro de forma invicta.
Pela terceira jornada consecutiva  foi anunciado como um dos atletas  renovados o Minas Tênis Clube para as disputas do período esportivo 2016-17, pela terceira temporada consecutiva, depois por empréstimo foi destaque da equipe do Climed/Atibaia que contribuiu para o time chegar as semifinais pela primeira vez da divisão especial do Campeonato Paulista de 2016, por este feito foi contratado na mesma temporada pelo São Bernardo Vôlei para disputar a Superliga Brasileira A 2016-17 e finalizou na décima primeira posição.
Em 2017 foi anunciado como atleta do Unicaja Almería para compor o elenco que disputaria a fase de playoffs da Liga A Espanhola 2016-17 e foi vice-campeão da Superliga Espanhola A correspondente, depois foi repatriado pelo FUNVIC/Taubaté para as competições de 2017-18 e obteve na temporada o título do Campeonato paulista de 2017 sagrando-se  vice-campeão da Supercopa Brasileira de 2017 realizada em Fortaleza, sendo campeão da Coa brasil de 2017 realizada em Campinas finalizando na quarta posição na Superliga Brasileira A 2017-18.
Na temporada de 2018-19 transfere-se para o time argentino do Bolívar Volley conquistando o título da primeira edição da Copa Libertadores de Voleibol

## Títulos e resultados
- Campeonato Mundial Juvenil:2015[43]
- Liga A1 Argentina:2018-19
- Superliga Espanhola A:2016-17[55]
- Superliga Brasileira A:2013-14,[24]2014-15,[36] 2017-18
- Supercopa Brasileira:2017[58]
- Copa Brasil:2017[57]
- Campeonato Paulista:2017[57]
- Copa Brasil:2015
- Campeonato Mineiro:2014,[33]2015[45]
- Copa Minas Infanto-Juvenil:2013[22]
- Campeonato Brasileiro de Seleções Juvenil (Primeira Divisão):2013[16]
- Campeonato Brasileiro de Seleções Infanto-Juvenil (Primeira Divisão):2011[3]
- Campeonato Metropolitano Juvenil (AR-6):2014[32]

## Premiações individuais
- MVP da Copa Pan-Americana Juvenil de 2015[41]
- Melhor Oposto do Campeonato Sul-Americano Juvenil de 2014[31]